# Arnaldo Otegi Mondragon
Arnaldo Otegi Mondragon (kortweg: Arnaldo Otegi, Elgoibar, 6 juli 1958) is een Spaans politicus van de Baskische partij Euskal Herria Bildu (EH Bildu), waar hij de huidige algemeen coördinator van is. Otegi hangt het gedachtegoed van ezker abertzalea aan, wat betekent dat hij voor een onafhankelijk en socialistisch Baskenland is.

## Biografie

### ETA
In zijn jeugd was Arnaldo Otegi actief lid van de terreurorganisatie ETA. Later verliet hij die organisatie, maar hij heeft vijf keer gevangengezeten (ook tijdens zijn aansluitende periode als politiek activist), de laatste keer in 2009 wegens het lidmaatschap van een terroristische organisatie. Die veroordeling werd in 2018 door het Europees Hof voor de Rechten van de Mens in Straatsburg ongedaan gemaakt, omdat de rechtszaak niet eerlijk was verlopen en niet onpartijdig was geweest.

### Politieke loopbaan
Tussen 1995 en 2005 was Otegi lid van het Baskische parlement namens Herri Batasuna, de voorloper van Batasuna en Euskal Herritarrok, die in 2003 werden verboden, omdat aangenomen werd dat die onder leiding van de ETA stonden. Na dit verbod probeerde nationalistisch links zich in meerdere partijen te hergroeperen, maar al deze partijen werden verboden, tot in 2012 Sortu werd gelegaliseerd. Arnaldo Otegi voegde zich bij deze partij en werd er uiteindelijk secretaris-generaal.
In het eerste decennium van de eeuw kreeg Otegi te maken met meerdere rechtszaken en kwam hij ook meerdere keren vast te zitten. Toen hij voor de laatste keer vrijkwam, bood EH Bildu hem het lijsttrekkerschap voor de Baskische regionale verkiezingen van 2016 aan. Dit werd echter verboden door de provinciale kiescommissie van Gipuzkoa (Sp.: Guipúzcoa) een beslissing die later werd bekrachtigd door het grondwettelijk hof. Op een partijcongres op 17 juni 2017 werd Otegi gekozen tot algemeen coördinator van EH Bildu en op dat moment verliet hij definitief Sortu.

#### Rol bij de ontbinding van de ETA
Ondanks zijn vroegere lidmaatschap van de ETA, spande Arnaldo Otegi zich jarenlang in om een einde aan het geweld van deze organisatie te maken. Hij sprak zich meerdere malen uit voor een einde aan het geweld en zette zich onder andere actief in voor de eenzijdige wapenstilstand in 1998, die overigens in november 1999 weer werd verbroken. Ook speelde hij een voorname rol in het uiteindelijk definitief neerleggen van de wapens door de terreurbeweging in 2011. In 2012 bood hij zijn "oprechte verontschuldiging" aan aan de slachtoffers van de ETA. Ten slotte sprak hij zich uit voor de ontbinding van de ETA, die in mei 2018 tot stand kwam.
Sommige politici, zoals van de rechtse Baskische partij PNV of bijvoorbeeld Pablo Iglesias van Podemos, zien in Otegi een sleutelfiguur zonder wie vrede in Baskenland niet mogelijk zou zijn geweest en vergelijken hem met Gerry Adams in Noord-Ierland. Anderen daarentegen, zoals Mariano Rajoy (PP), premier van Spanje ten tijde van het ontbinden van de ETA, of Albert Rivera (Cs), verwerpen deze zienswijze en wijzen op de vele veroordelingen van Otegi, vanwege het verheerlijken van terrorisme en zijn betrokkenheid bij de ETA.

### Privéleven
Otegi is getrouwd en vader van twee kinderen.
- Biblioteca Nacional de España: XX1482811
- Gemeinsame Normdatei: 134131169
- International Standard Name Identifier: 0000 0000 1963 6392
- Library of Congress Control Number: n2007007769
- Système universitaire de documentation: 167842455
- Virtual International Authority File: 60290598
- WorldCat: E39PBJmpgG7wDPX8W4qhGmqJDq